# Station Uelzen
Station Uelzen (Bahnhof Uelzen) is een spoorwegstation in de Duitse plaats Uelzen in de deelstaat Nedersaksen. Het oorspronkelijke stationsgebouw werd in kader van een Expo 2000-project naar ontwerp van de Oostenrijkse kunstenaar en architect Friedensreich Hundertwasser gerenoveerd. Sindsdien heeft het ook de naam Hundertwasser-Bahnhof Uelzen en is een trekpleister geworden, niet alleen voor toeristen.

## Geschiedenis
Nadat in 1847 de huidige spoorlijn Hannover - Hamburg van de Königlich Hannöversche Staatseisenbahnen van Hannover naar Celle via Uelzen naar Harburg werd doorgetrokken, ontstond het station Uelzen. Het oorspronkelijke provisorische stationsgebouw werd korte tijd later door een vakwerkgebouw vervangen. Nadat het reizigersaantal in de loop van de jaren steeg, werd in 1855 aan de straat Hoefftstraße een nieuw Hannöverscher Bahnhof in Tudorstijl gebouwd.
Na de annexatie van het Koninkrijk Hannover door Pruisen werd de "Amerikalinie", een directe verbinding tussen de hoofdstad Berlijn en de marinehaven Wilhelmshaven, gebouwd en in het jaar 1873 geopend. Drie spoorwegmaatschappijen deelde het station. Doordat de inwoners van Uelzen, als trouwe Hannovernaren, niet wilden dat de treinen tussen Bremen en Berlijn op het Hannöverschen Bahnhof zouden stoppen. Hierdoor werd aan de westzijde de Halberstädter Bahnhof gebouwd. Tot 1888 hield deze situatie stand, toen de Halberstädter Bahnhof alweer werd afgebroken en door een - ontwerp van Hubert Stier in Wilhelminisme - eilandstation (stationsgebouw tussen de sporen) werd vervangen.
In 1924 opende de spoorlijn Uelzen - Dannenberg, die in 1996 stilgelegd werd. Na de Tweede Wereldoorlog werd de "Amerikalinie" tussen Nienbergen en Salzwedel door de Duitse deling onderbroken. Later werd ook de lijn tussen Wieren en Nienbergen stilgelegd, om vervolgens bij de Duitse hereniging weer in gebruik werd genomen. 

### Expo-Project

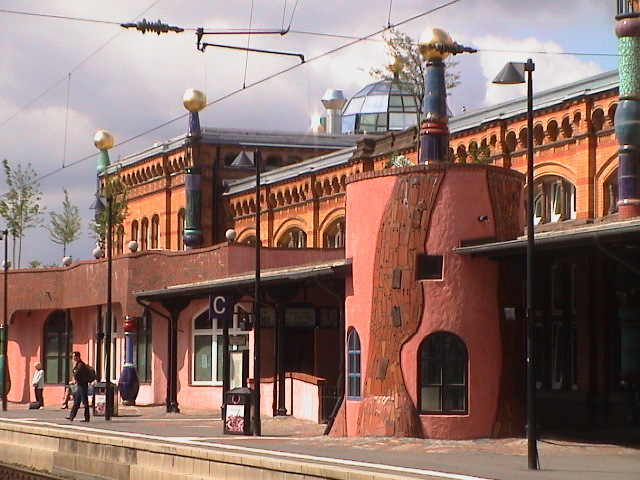
Ontwerp van het hoofdperron (2001)

Nadat het station in de Tweede Wereldoorlog sterk beschadigd was en door verschillende aan- en verbouwingen vele van zijn oorspronkelijke structuur verloren had, werd in het midden van de jaren '90 een concept voor de verbetering van het station ontwikkeld. Centraal punt was daarbij voorhanden, het station naar een "Ecologisch station" en een "Cultuurstation" om te zetten. Eerste stap daartoe was in 1997 zonnepanelen op het dak in gebruik genomen. In verdere stappen was het afbreken van de ongebruikte sporen en braakliggende stationsgebieden voorzien.
Op 16 december 1999 werd het - vanuit eigen gestichte Bahnhof 2000 Uelzen e.V. ontwikkelde - concept als wereldwijd project van de Wereldtentoonstelling Expo 2000 erkend. Naast diverse lokale bestuurders werd het project ook door de Deutsche Bahn ondersteund. Zwaartepunt van het project was bij het verbouwen van het gebouw en de perrons naar het ontwerp van de Weense kunstenaar Friedensreich Hundertwasser. De uitvoering van het ontwerp lag in handen van de architecten Peter Pelikan en Heinz M. Springmann. 
Op 25 november 2000 werd het nieuwe station feestelijk ingehuldigd. Sindsdien is het een toeristische attractie met jaarlijks tot meer dan 450.000 bezoekers. Van 2006 tot 2007 werd het station in kader - door de Bondsdag en de deelstaat Nedersaksen gefinancierd - van het programma "Niedersachsen ist am Zug!" voor €5,5 miljoen gemoderniseerd. Daarbij werden alle perrons naar hedendaagse maatstaven aangepast en barrièrevrij gemaakt. Daarbij werden ontbrekende delen van het ontwerp van Hundertwasser toegepast.

## Prijzen
Op 2 september 2009 werd het station Uelzen door Allainz pro Schiene beloond met de prijs "Station van het jaar 2009" in de categorie kleine stadsstation. 

## Indeling en faciliteiten
Het station heeft vijf perrons en zeven perronsporen, welke bestaan uit twee delen. Tussen deze delen staat het bijzondere stationsgebouw. Aan de westzijde liggen de sporen 101 - 103; verdeeld over een zijperron (101) en een eilandperron (102 en 103). Deze sporen worden voornamelijk gebruikt door de treinen op de lijn Hannover - Hamburg. Aan de oostzijde van het gebouw liggen de sporen 301 - 304, verdeeld over een zijperron (301) en twee eilandperrons (302; 303 en 304). Alle eilandperrons hebben een overkapping. Vanaf de oostzijde vertrekken voornamelijk de treinen in de richting van Soltau en Salzwedel. De sporen zijn verbonden via een voetgangerstunnel onder de volledige lengte van het station en vanaf elk perron te bereiken met een lift. De tunnel loopt door richting het westen naar de straat Hoefftstraße en het busstation. Aan de zuidkant van het gebouw ligt het plein Friedensreich-Hundertwasser-Platz. Hier kan men opgehaald en afgezet worden, er is een bushalte, een taxistandplaats en fietsenstallingen. 
In het stationsgebouw zijn er levensmiddelenwinkels, een horecagelegenheid, een kledingwinkel, een souvenirwinkel en een kiosk. In het gebouw is er een OV-Servicewinkel (DB Reisezentrum) waar treinkaarten kunnen worden gekocht of reisinformatie kan worden opgevraagd. Op het station is er ook een kantoor van de Bundespolizei en een post van het Stationswerk (Bahnhofsmission).

## Verbindingen
Het station is een knooppunt van vier spoorlijnen; naar Hannover, Lüneburg (Hamburg), Stendal (Braunschweig) en Soltau (Bremen). Naast Regional-Express- en Regionalbahn-treinen stoppen er ook een aantal ICE-, Intercity, Interregio-Express-treinen. 
De volgende treinseries doen station Uelzen aan:
| Serie  | Treinsoort                         | Route | Bijzonderheden |
| ------ | ---------------------------------- | --- | --- |
| ICE 20 | InterCityExpress (DB Fernverkehr)  | [ Kiel Hbf – Neumünster ] / [ Hamburg-Altona ] – Hamburg Dammtor – Hamburg Hbf – Lüneburg – Uelzen – Hannover Hbf – Göttingen – Kassel-Wilhelmshöhe – Fulda – Hanau Hbf – Frankfurt (Main) Hbf – [ Frankfurt (Main) Flughafen Fernbahnhof – Mainz Hbf – Wiesbaden Hbf ] / [ Mannheim Hbf – Karlsruhe Hbf – Baden-Baden – Freiburg (Breisgau) Hbf – Basel Bad Bf – Basel SBB – Zürich Hbf ] | Rijdt elke twee uur. |
| ICE 25 | InterCityExpress (DB Fernverkehr)  | [ [ Kiel Hbf – Neumünster ] / [ Hamburg-Altona ] – Hamburg Dammtor – Hamburg Hbf – ] / [ Oldenburg (Oldb) Hbf – Bremen Hbf – ] Hannover Hbf – Göttingen – Kassel-Wilhelmshöhe – Fulda – Würzburg Hbf – [ Nürnberg Hbf – ] / [ Treuchtlingen – Donauwörth – Augsburg Hbf – München-Pasing ] / [ Ingolstadt Hbf ] – München Hbf – Tutzing – Murnau – Oberau – Garmisch-Partenkirchen | Rijdt elk uur tussen Hamburg en München. Elke twee uur een vleugeltrein naar/van Oldenburg. Enkele treinen via Augsburg. Één trein per dag door naar Garmisch-Partenkirchen. |
| IC 26  | Intercity (DB Fernverkehr)         | [ [ Westerland (Sylt) – Husum ] / [ Hamburg-Altona ] – Hamburg Dammtor ] / [ Ostseebad Binz – Stralsund Hbf – Rostock Hbf – Bützow – Bad Kleinen – Schwerin Hbf ] – Hamburg Hbf – Hamburg-Harburg – Lüneburg – Uelzen – Celle – Hannover Hbf – Göttingen – Kassel-Wilhelmshöhe – [ Marburg (Lahn) – Gießen – Frankfurt (Main) Hbf – Darmstadt Hbf – Bensheim – Weinheim (Bergstraße) – Heidelberg Hbf – Bruchsal – Karlsruhe Hbf ] / [ Fulda – Würzburg Hbf – Ansbach – Augsburg Hbf – [ Buchloe – Kempten (Allgäu) Hbf – Immenstadt – Oberstdorf ] / [ München Ost – Rosenheim – [ Prien a Chiemsee – Traunstein – Freilassing – Berchtesgaden ] / [ Kufstein – Innsbruck Hbf ] ] | Enkele treinen vanaf Binz en Westerland, enkele treinen vanaf Kassel richting Augsburg.                                                                                      |
| IRE    | Interregio-Express (DB Regio)      | Berlin Ostbf – Berlin Hbf – Berlin Zoologischer Garten – Berlin-Spandau – Stendal Hbf – Salzwedel – Uelzen – Lüneburg – Hamburg-Harburg – Hamburg Hbf | Enkele treinen per dag |
| RE 2   | Regional-Express (metronom)        | Uelzen – Celle – Hannover Hbf – Nordstemmen – Elze (Han) – Alfeld (Leine) – Kreiensen – Northeim (Han) – Göttingen | |
| RE 3   | Regional-Express (metronom)        | Uelzen – Lüneburg – Hamburg-Harburg – Hamburg Hbf | |
| RE 20  | Regional-Express (DB Regio Südost) | Uelzen – Salzwedel – Stendal Hbf – Magdeburg Hbf – Calbe (Saale) Ost – Köthen – Halle (Saale) Hbf | rijdt eenmaal per twee uur |
| RB 37  | Regionalbahn (Erixx)               | Bremen Hbf – Soltau (Han) – Uelzen | Rijdt eenmaal per twee uur |
| RB 47  | Regionalbahn (Erixx)               | Braunschweig Hbf – Gifhorn – Wittingen – Uelzen | Rijdt eenmaal per twee uur |

## Afbeeldingen

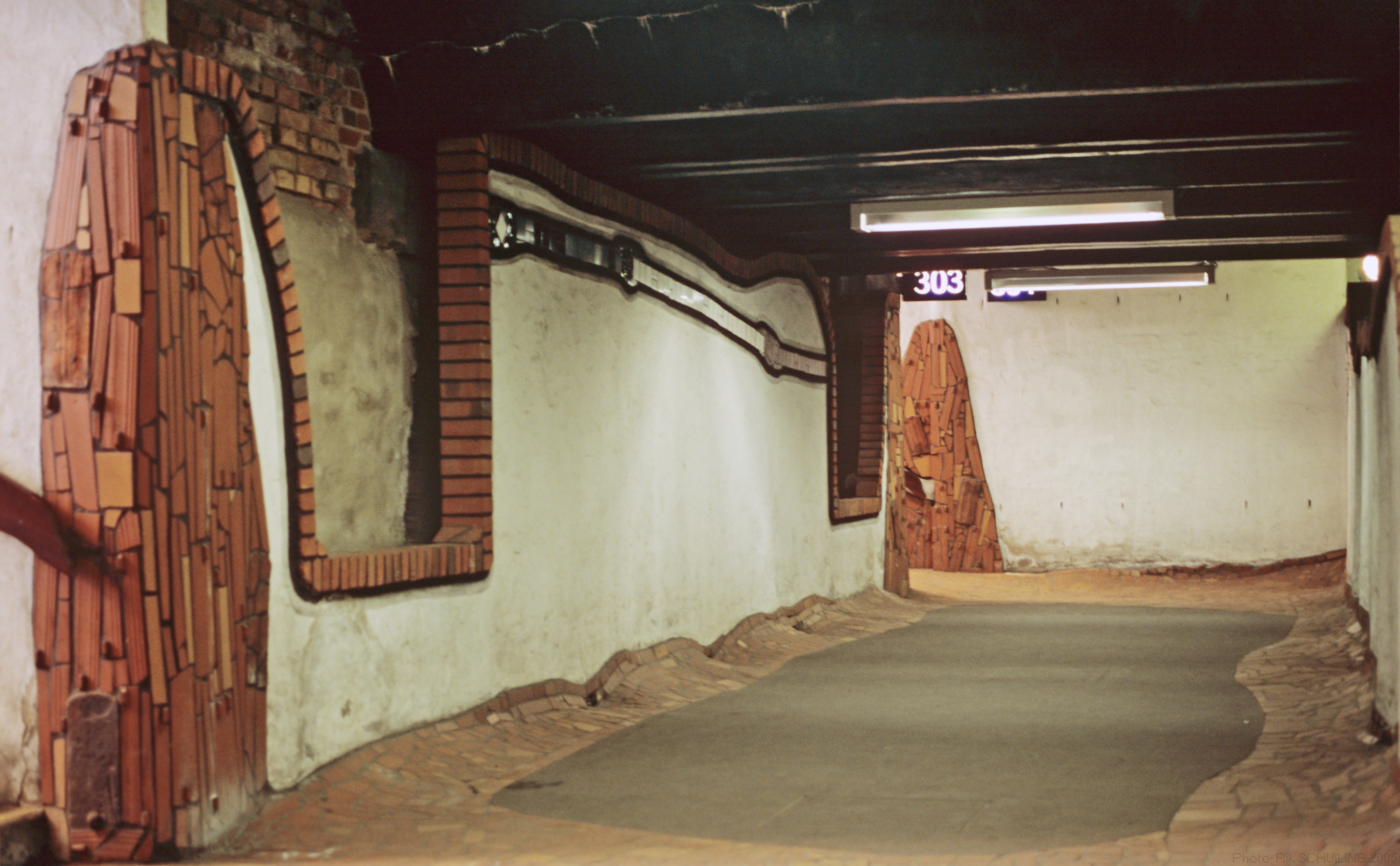
Stationstunnel van het Hundertwasserstation in Uelzen (apr2005).
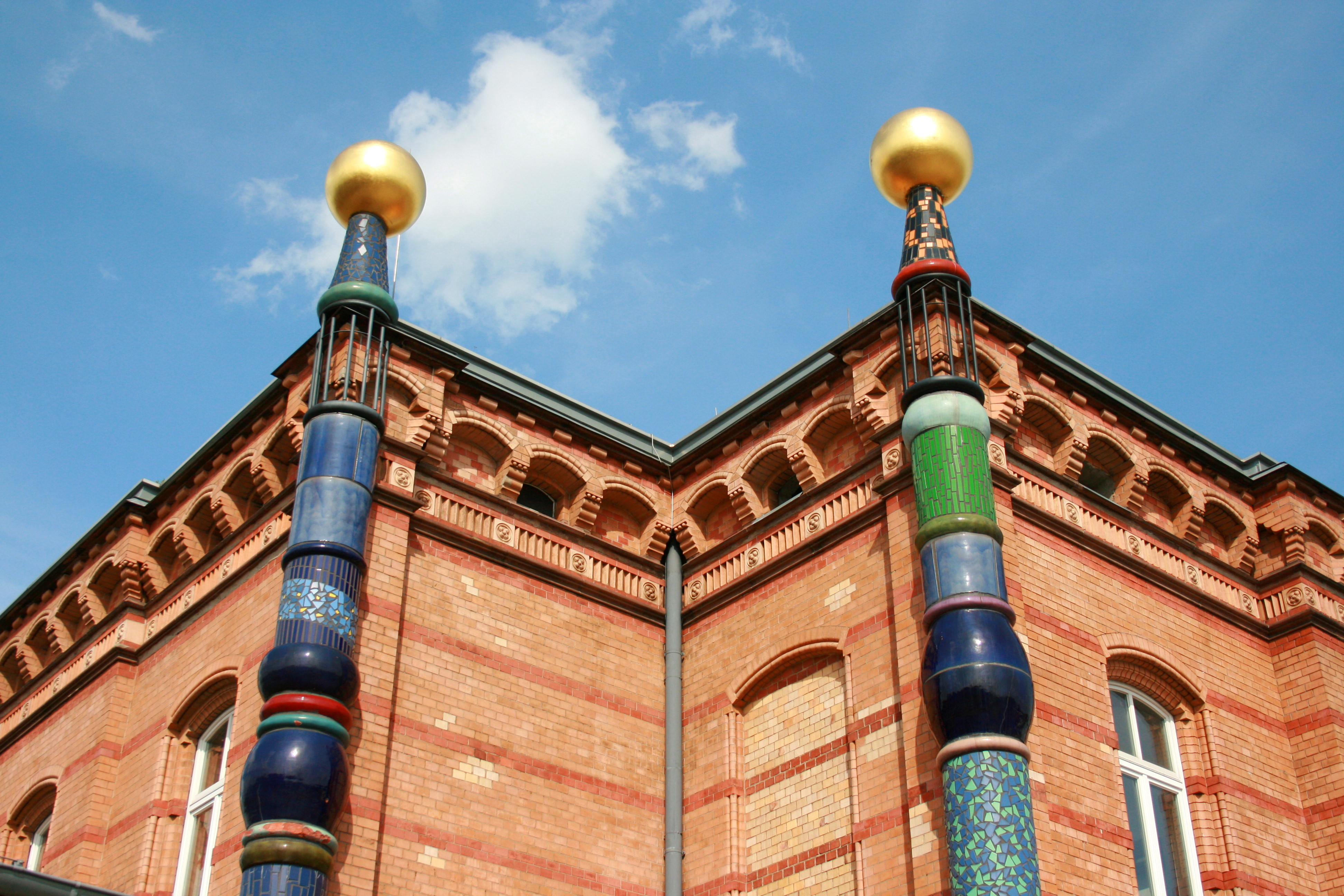
Dakelementen (2009)